# Bolintin-Vale
Bolintin-Vale is een stad (oraș) in het Roemeense district Giurgiu. De stad telt 11.246 inwoners.